# 社 (金朝)
社是金朝一種地方制度，元滅金後保留此制度。五十戶一社。在忽必烈時成為定制。
社長由百姓推舉，工作是監督農事，維持風紀。後來一切差發皆由其負責。社基本上是保甲制用以防止造反，是統治社會的基礎。

## 資料來源
風暴帝國